# U-164 (1941)
U-164 — большая океанская немецкая подводная лодка типа IX-C, времён Второй мировой войны.
Заказ на постройку лодки был отдан судостроительной компании «Seebeck» в Бремене 25 сентября 1939 года. Лодка была заложена 20 июня 1940 года под строительным номером 703, спущена на воду 1 мая 1941 года, 28 ноября 1941 года под командованием корветтен-капитана Отто Фехнера вошла в состав учебной 4-й флотилии. 1 августа 1942 года вошла в состав 10-й флотилии.
Лодка совершила 2 боевых похода, в которых потопила 3 судна (8 133 брт). 6 января 1943 года потоплена глубинными бомбами американской летающей лодки «Каталина» в Южной Атлантике к северо-западу от Пернамбуко в районе с координатами 01°58′ ю. ш. 39°22′ з. д.. 54 члена экипажа погибли, двое были спасены.